# Brid
Brid (av franskans brider, "binda", "binda samman") avser en bandliknande sammanväxning med ärrvävnad i bukhålan mellan två olika strukturer, exempelvis mellan tarmdelar eller mellan bukväggen och andra intraabdominella organ. En brid kan uppstå efter bukoperation mellan olika tarmavsnitt. Bridileus avser tarmstopp, orsakat av en brid. Brid kallas också för adherens. 

### Webbkällor
- Hardin, Eugene; Westfall, Christopher R.; Cunha, John P. (10 oktober 2019). ”Adhesions, General and After Surgery”. eMedicineHealth. WebMD, Inc. https://www.emedicinehealth.com/adhesions_general_and_after_surgery/article_em.htm. Läst 11 september 2020.